# Ferdinand Risch

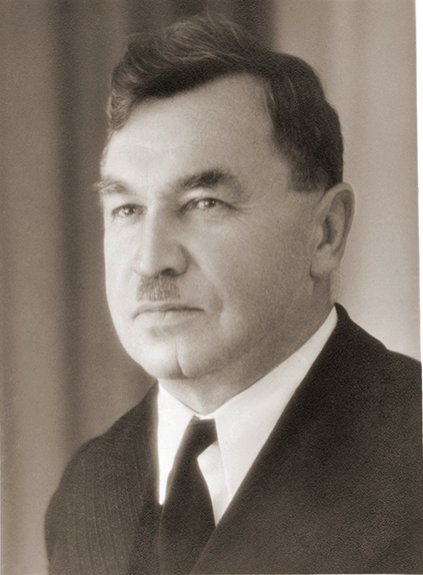
Ferdinand Risch

Ferdinand Risch (* 13. Juni 1880 in Schaan; † 16. April 1940 in Grabs) war ein liechtensteinischer Politiker (FBP).

## Biografie
Risch arbeitete als Maurer und Landwirt. Von 1918 bis 1921 war er Mitglied im Gemeinderat von Schaan und bekleidete von 1927 bis zu seinem Tod das Amt des Gemeindevorstehers. Von 1928 bis 1940 war Risch für die Fortschrittliche Bürgerpartei Abgeordneter im Landtag des Fürstentums Liechtenstein. Nach seinem Tod rückte Bernhard Risch für ihn in den Landtag nach.
Des Weiteren gehörte er von 1930 bis 1934 sowie erneut von 1936 bis 1940 dem Verwaltungsrat des Landeswerk Lawena an. In dieser Zeit fungierte er von 1930 bis 1934 als dessen Vizepräsident sowie von 1939 bis 1940 als dessen Präsident.
Fürst Franz I. verlieh ihm 1937 das Ritterkreuz des Fürstlich Liechtensteinischen Verdienstordens.